# سيرجيو ريبيرو (لاعب كرة قدم)
سيرجيو ريبيرو هو لاعب كرة قدم برتغالي، ولد في 18 يناير 1996 في Mafamude ‏ في البرتغال. شارك مع منتخب البرتغال تحت 16 سنة لكرة القدم ومنتخب البرتغال تحت 17 سنة لكرة القدم ومنتخب البرتغال تحت 18 سنة لكرة القدم ومنتخب البرتغال تحت 19 سنة لكرة القدم. أما مع النوادي، فقد لعب مع FC Porto B ‏.

## وصلات خارجية
- سيرجيو ريبيرو على موقع قاعدة بيانات كرة القدم.إي يو (الإنجليزية)
- سيرجيو ريبيرو على موقع Soccerway.com (الإنجليزية)